# 714
714（七百十四、七一四、ななひゃくじゅうよん）は自然数、また整数において、713の次で715の前の数である。

## 性質
- 714は合成数であり、約数は 1, 2, 3, 6, 7, 14, 17, 21, 34, 42, 51, 102, 119, 238, 357, 714 である。
  - 約数の和は1728。
    - 173番目の過剰数である。1つ前は708、次は720。
    - 約数の和が立方数になる10番目の数である。1つ前は690、次は770。
- (714, 715) は6番目のルース＝アーロン・ペアである。1つ前は(125, 126) 、次は(948, 949)。
  - 714 = 2 × 3 × 7 × 17 、715 = 5 × 11 × 13 。それぞれの素因数の和は 2 + 3 + 7 + 17 = 5 + 11 + 13 となる。
- 7142 + 1 = 509797 であり、n2 + 1 の形で素数を生む90番目の数である。1つ前は704、次は716。(オンライン整数列大辞典の数列 A005574)
- 約数の和が714になる数は1個ある。(404) 約数の和1個で表せる131番目の数である。1つ前は710、次は732。
- 714 = 2 × 3 × 7 × 17
  - 4つの異なる素因数の積で p × q × r × s の形で表せる9番目の数である。1つ前は690、次は770。(オンライン整数列大辞典の数列 A046386)
- 各位の和が12になる60番目の数である。1つ前は705、次は723。
- 714 = 42 + 132 + 232 = 52 + 82 + 252 = 52 + 172 + 202 = 82 + 112 + 232 = 82 + 172 + 192 = 132 + 162 + 172
  - 3つの平方数の和6通りで表せる45番目の数である。1つ前は713、次は725。(オンライン整数列大辞典の数列 A025326)
  - 異なる3つの平方数の和6通りで表せる22番目の数である。1つ前は713、次は725。(オンライン整数列大辞典の数列 A025344)
- 4つの平方数の和36通りで表せる最小の数である。次は750。
  - 4つの平方数の和 n 通りで表せる最小の数である。1つ前の35通りは770、次の37通りは690。(オンライン整数列大辞典の数列 A025416)
- 714 = 13 + 33 + 73 + 73
  - 4つの正の数の立方数の和で表せる193番目の数である。1つ前は712、次は718。(オンライン整数列大辞典の数列 A003327)
- n = 7 のときの n と 2n を並べてできる数である。1つ前は612、次は816。(オンライン整数列大辞典の数列 A019550)
- 714 = 6! − 6
  - n = 6 のときの n! − n の値とみたとき1つ前は115、次は5033。(オンライン整数列大辞典の数列 A005095)

## その他 714 に関連すること
- 714Xは、カナダで開発された免疫力改善製剤。
- ベーブ・ルースの生涯本塁打は714本。上記のルース＝アーロン・ペアの呼び名の由来は、ルースの本塁打記録をハンク・アーロンが塗り替えたときの2人の本数による。
- ノーフォーク(USS Norfolk, SSN-714)は、アメリカ海軍の潜水艦。
- ゲプラット(Guépratte, F 714)は、フランス海軍のフリゲート。
- 714計画（七一四工程）は中国初の有人宇宙船計画。